# Bern (Kansas)
Bern è un comune degli Stati Uniti d'America, situato nello Stato del Kansas, nella contea di Nemaha.